# Carlos Alberto Rizo
Carlos Alberto Rizo ist ein ehemaliger mexikanischer Fußballspieler auf der Position eines Verteidigers.
Rizo spielte in der ersten Hälfte der 1980er-Jahre (mindestens von 1981 bis 1985) für den Club Deportivo Guadalajara. In der Saison 1991/92 stand Rizo bei den Cobras Ciudad Juárez unter Vertrag, mit denen er zwar einerseits das mexikanische Pokalfinale erreichte (das gegen den CF Monterrey verloren wurde), andererseits aber auch in die zweitklassige Segunda División abstieg. Zwei Jahre später feierte er in der Saison 1993/94 seinen größten Erfolg, als er mit den UAG Tecos die mexikanische Fußballmeisterschaft gewann.